# فرانچسکو گوچینی
فرانچسکو گوچینی (ایتالیایی: Francesco Guccini؛ ‏ ایتالیایی: [franˈtʃesko ɡutˈtʃi:ni] ()؛ زادهٔ ۱۴ ژوئن ۱۹۴۰) موسیقی‌دان، ترانه‌سرا و یکی از مهمترین خواننده-ترانه‌پردازان اهل ایتالیا است. وی بین سال‌های ۱۹۶۰ تا ۲۰۱۲ میلادی فعالیت می‌کرد. ترانه‌های او به‌خاطر ارزش شاعرانه و ادبی مورد تحسین قرار گرفته و در مدارس به‌عنوان نمونه‌ای از شعر مدرن استفاده شده‌اند. گوچینی مورد توجه منتقدان و طرفداران قرار گرفته است که او را شخصیتی نمادین می‌دانند. او چندین جایزه برای آثارش دریافت کرده است؛ یک سیارک، یک گونه کاکتوس و یک زیرگونه پروانه به نام او نامگذاری شده‌اند. ساز اصلی در بیشتر آهنگ‌های او گیتار آکوستیک است.
از فیلم‌ها یا مجموعه‌های تلویزیونی که وی در آن‌ها نقش داشته‌است، می‌توان به نِـنه اشاره نمود.
وی همچنین برندهٔ جوایزی همچون نشان شایستگی از جمهوری ایتالیا شده‌است.